# 水島涼太
水島 涼太（みずしま りょうた、1951年〈昭和26年〉5月31日 - ）は、日本の俳優。東京都出身。身長171cm。体重70kg。

## 経歴
池袋に生まれ、幼少期から母に連れられ喜劇を楽しんだ。
1973年にフォーククルーブ「うめまつり」としてデビュー。その時はタケ司馬緒と名乘っていた。
1978年にNHKの銀河テレビ小説『ふるさとシリーズ2 上野駅周辺』で主役デビュー。
2020年からは、一人芝居「看取り」を上演
「劇団 未成年」主宰

## 出演

### 映画
- 俺は上野のプレスリー（1978年）
- 漂流（1981年）
- アッシィたちの街（1989年）
- 文学賞殺人事件 大いなる助走（1989年）
- しあわせのかおり（2008年）
- 信虎（2021年11月）- 日賢上人 役

### テレビドラマ
- 銀河テレビ小説（NHK）
  - 夏の故郷（1976年）- 森沢圭司 役（タケ司馬緒 名義）
  - 上野駅周辺（1978年）- 主役・権田重久 役（主役デビュー作）
  - 海辺の家族（1980年） - 主演
  - 花丸銀平（1984年） - 松野巡査 役
- 大江戸捜査網（テレビ東京系）
  - 第411話「新太郎 出産騒動右ひだり」（1981年）- 榮吉 役
- ながらえば（1982年11月3日、NHK） - 駅員 役
- 事件記者チャボ! 第24話「チャボもあきれたダメ父さん!」（1984年、NTV）- 栃野成兼 役
- 火曜サスペンス劇場（NTV系）
  - 「冷やかな情死」（1984年、国際放映）- 津久井 役
  - 「松本清張スペシャル・微笑の儀式」（1995年3月7日、レオナ）- 喫茶店マスター 役
  - 「取調室」（宝映企画）- 貝塚警部補 役
    - 第13作「凶器なき密室殺人…元女優が隠し続けた3ミリの傷と四角い血液」（2001年2月20日）
    - 第14作「血の海に震える指 - 悪女とヒモ男の2つの取調室に挑んだ12日間」（2001年9月11日）
    - 第15作「佐賀と東京の同時殺人 - 惨殺死体と水死体を結ぶ奇妙な女の友情」（2001年12月18日）
    - 第16作「血の海の密室同時殺人 Yの刺しゅうと吉野ヶ里に隠された女の悲恋」（2002年2月26日）
    - 第17作「慈母のような女が復讐鬼になった ノゴミ人形が暴く7年前の転落死」（2002年8月6日）
    - 第18作「血染めナイフが切り裂く母と娘 一粒の真珠が暴く父殺し40年」（2002年10月8日）

  - 「刑事・鬼貫八郎11 積木の塔」（2000年4月4日）- 寿司屋「長五郎」店主 役
  - 「松原完治お金ちょうだい致します」（2004年3月30日）- 原田 役
- 木曜劇場 /「いつも輝いていたあの海」（CX）
- ただいま絶好調! 第5話「監獄ロック」（1985年、NTV）
- 愛の劇場（TBS系）
  - 袖ふれあうも嫁姑（1986年）
  - かけおち通り（1988年）
  - はれ時々くもり（1999年、東北新社クリエイツ）- スナックナインのマスター 役
- 松本清張サスペンス 隠花の飾り / 愛犬（1986年5月26日、KTV / 松竹 /『霧』企画）
- チョッちゃん（1987年、NHK）- 小田
- あきれた刑事 第4話「二重誘拐」（1987年、NTV）- 元・金庫破り ショウジ 役
- 月曜・女のサスペンス / 夏樹静子トラベルサスペンス「伊豆大島殺人ツアー」（1988年5月9日、TX）- ヘリコプターの操縦士 役
- 砂の家（1989年、東海テレビ昼ドラマ）
- 月曜ドラマスペシャル / 松本清張作家活動40年記念・西郷札（1991年、TBS）
- はぐれ刑事純情派（1992年）- 一条忠雄 役
- 東芝日曜劇場 / 丘の上の向日葵（1993年、TBS）- 若森秀樹 役
- 裸の大将 第61話「清のお見合い縁結び」（1993年、KTV / 東阪企画）
- ドラマ30 / 娘からの宿題（1993年、CBC）
- 金曜エンタテイメント / 松本清張スペシャル・火と汐（1996年、CX）- 海上保安庁の捜査員 役
- 新・半七捕物帳 第17話「張子の虎」（1997年、NHK総合）- 三太 役
- 土曜ワイド劇場 / 松本清張スペシャル・黒い樹海（1997年、ANB）- 出版社の社員 役
- 魚心あれば嫁心（1998年、TX）
- 木曜時代劇
  - 真田太平記
  - 風の果て
- 大河ドラマ
  - 炎立つ 第三部
  - 義経（2006年）
- 土曜ドラマ
  - 夏の一族
  - 新宿鮫
- ガラスの仮面（1997年、ANB）- 福田梅吉 役
- 幸せ咲いた〜結婚相談所物語〜
- 松本清張没後10年特別企画・死んだ馬 殺意の接点 （2002年、TBS）- 津田弘志 役
- 女と愛とミステリー / 松本清張没後10年特別企画・家紋（2002年、TX）
- 月曜ミステリー劇場（TBS）
  - 「山村美紗・検視官江夏冬子シリーズ」
  - 西村京太郎トラベルミステリー
- ありふれた奇跡（2009年、CX）- 中城加奈の上司 役
- 月曜ゴールデン / 税務調査官・窓際太郎の事件簿19（2009年10月12日、TBS）- 野崎邦夫 役
- スペシャルドラマ
  - 「ガラスの牙」
  - 「ラブレター」
- 水戸黄門第42部 第2話「許すな相撲をけがす奴 - 諏訪 - 」（2010年10月18日、TBS）
- 土曜時代劇 / 隠密八百八町 第3話（2011年1月22日、NHK）- 常吉 役
- BS時代劇 / テンペスト第2話（2011年7月17日、NHK BSプレミアム）
- 新春ワイド時代劇 / 忠臣蔵〜その義その愛（2012年1月2日、テレビ東京）- 左兵衛 役
- 水曜ミステリー9 / 警視庁強行犯 樋口顕（2015年2月25日、テレビ東京）- 田端守雄 役

## その他

### 作詞
- ほおずき市 作詞：水島涼太、作曲：水沢有美（水沢有美「パットオースチン」収録、ミオン・レーベル、2021年5月）

ドラマで共演して以来、親交のある歌手・女優の水沢有美に提供したもの。